# Tierra Santa
Tierra Santa ist eine Metalband aus La Rioja in Spanien. Der Name der Band heißt übersetzt Heilige Erde. Stilistisch wird sie meist den Unterkategorien Power Metal und Heavy Metal zugeordnet.
Die Band wurde 1997 gegründet. Kollaborationen mit Bands wie Mägo de Oz und Auftritte bei größeren Konzerten machten sie im spanischsprachigen Raum bekannt, während im Ausland die Sprachbarriere eher hinderlich für einen größeren Bekanntheitsgrad war.
In ihren außer in Coverversionen immer spanischsprachigen Texten besingt die Gruppe meistens historische Ereignisse und Legenden wie Juana de Arco (Jeanne d’Arc), Hamlet oder Caballo de Troya – (Trojanisches Pferd). Darüber hinaus gibt es aber auch viele Texte mit Gegenwartsbezügen wie über die eigene Heimat (Mi Tierra), Religion und Zwischenmenschliches.

## Diskografie

### Alben
| Jahr | Titel                  | Höchstplatzierung, Gesamtwochen, AuszeichnungChartsChartplatzierungen (Jahr, Titel, Platzierungen, Wochen, Auszeichnungen, Anmerkungen) | Anmerkungen |
| Jahr | Titel                  | ES | Anmerkungen |
| ---- | ---------------------- | --- | ----------- |
| 2006 | Mejor morir en pie     | ES27 (2 Wo.)ES |             |
| 2010 | Caminos de fuego       | ES23 (3 Wo.)ES |             |
| 2013 | Mi nombre será leyenda | ES31 (3 Wo.)ES |             |
| 2017 | Quinto elemento        | ES24 (3 Wo.)ES |             |

Weitere Alben
- 1997: Medieval
- 1999: Legendario
- 2000: Tierras de Leyenda
- 2001: Cuando la Tierra toca el Cielo
- 2001: Sangre de Reyes
- 2003: Indomable
- 2003: Las mil y una noches
- 2004: Apocalipsis
- 2007: Grandes Éxitos 1997-2007
- 2014: Esencia

### Singles
| Jahr | Titel Album                    | Höchstplatzierung, Gesamtwochen, AuszeichnungChartsChartplatzierungen (Jahr, Titel, Album, Platzierungen, Wochen, Auszeichnungen, Anmerkungen) | Anmerkungen |
| Jahr | Titel Album                    | ES | Anmerkungen |
| ---- | ------------------------------ | --- | ----------- |
| 2001 | Cuando la tierra toca el suelo | ES7 (3 Wo.)ES |             |